# Geoxile
Una geoxila è una pianta caratterizzata da una struttura voluminosa e legnosa che si sviluppa sotto la superficie del suolo.

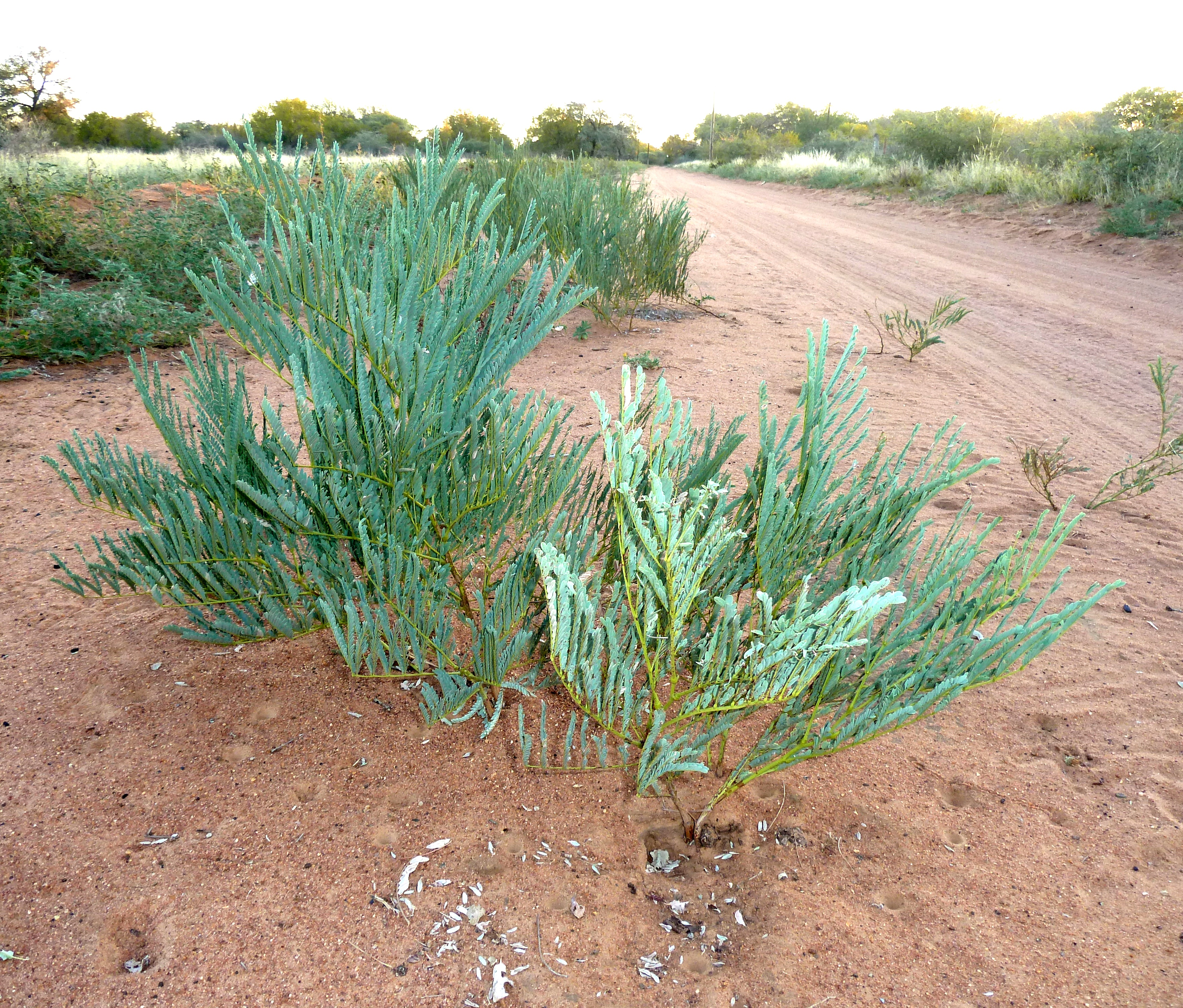
Elephantorrhiza nella regione del Limpopo

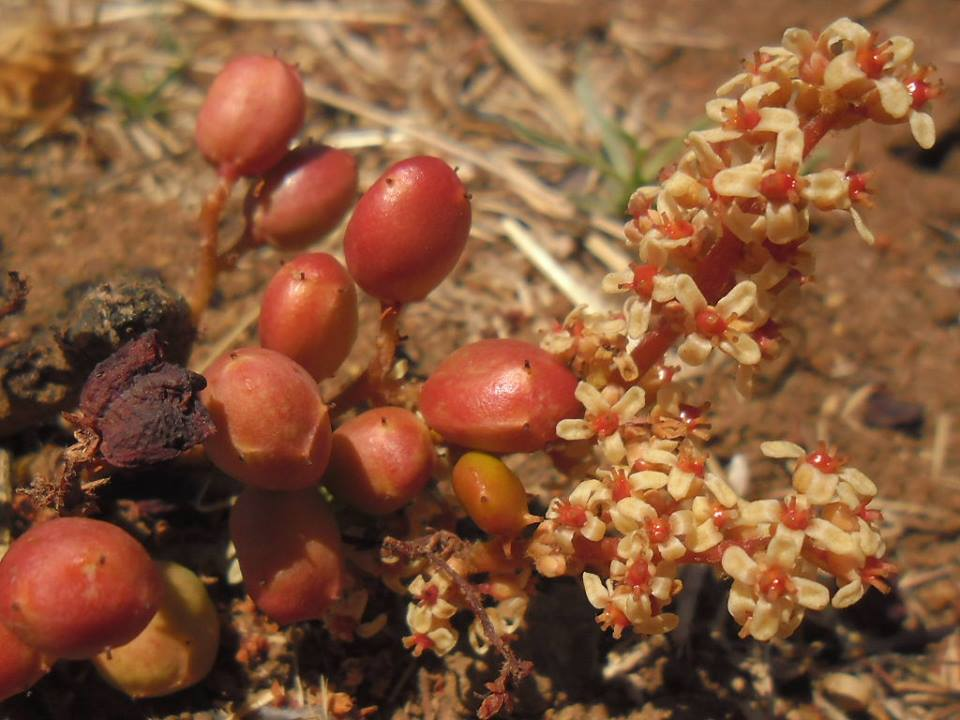
Lannea edulis in Zimbabwe

In questi casi, la massa ipogea è molto significativa, distinguendole anche dalle geofite radicigemmate secondo la classificazione del Sistema di Raunkiær. Queste specie si sono evolute indipendentemente attraverso molteplici linee evolutive, a differenziandosi generalmente nel Pliocene e caratterizzandosi in seguito durante gli ultimi due milioni di anni. Contrariamente alle loro simili, queste piante si sono sviluppate in aree che presentavano allo stesso momento sia delle forti precipitazioni che una alta frequenza di incendi. Sono definite a volte piante sotterranee e le aree dove prosperano sono chiamate anche foreste sotterranee.
La massa lignificata ipogea di sub-arbusti è caratterizzata da massicci tuberi legnosi o stoloni legnosi sotterranei dai quali emergono dei germogli, che possono essere effimeri. Questa forma di crescita si riscontra nelle savane nell'Africa subsahariana e particolarmente nell'ecoregione del miombo, dove molte geoxile hanno il loro centro di differenziazione. Si pensa che queste forme si siano sviluppate di concerto con la diffusione delle savane, che sono costituite da erbe alte, facilmente infiammabili nel corso della lunga stagione secca.
Alcuni esempi di geoxile sono la mela della sabbia (Parinari capensis), il rompi-aratro (Erythrina zeyheri), le ali rosse (Combretum platypetalum) e l'uva selvatica (Lannea edulis). Altri esempi sono Ancylobotrys petersiana, Diospyros galpinii, Elephantorrhiza elephantina, Eugenia albanensis, Eugenia capensis, Maytenus nemorosa, Pachystigma venosum e Salacia kraussii.